# Flora glossopterisowa
Flora glossopterisowa , flora glossopterysowa , flora gondwańska  – wymarły zespół roślinności, typowy dla kontynentu Gondwana w późnym karbonie i wczesnym permie.
Typowy dla tego zespołu jest duży udział paproci nasiennych, w tym z rodzaju Glossopteris, od którego pochodzi nazwa zespołu, i Gangamopteris oraz znikoma część kalamitowatych i drzewiastych, dużych widłaków. Był to zespół chłodnolubny, uboższy taksonomicznie niż równowiekowe flory lądów z półkuli północnej.